# Othmar Brügger
Othmar Brügger es un deportista suizo que compitió en triatlón. Ganó dos medallas en el Campeonato Mundial de Triatlón de Invierno en los años 1998 y 2004.

## Palmarés internacional
| Campeonato Mundial | Campeonato Mundial     | Campeonato Mundial | Campeonato Mundial |
| Año                | Lugar                  | Medalla            | Prueba             |
| ------------------ | ---------------------- | ------------------ | ------------------ |
| 1998               | Les Menuires (Francia) | Medalla de bronce  | Individual         |
| 2004               | Wildhaus (Suiza)       | Medalla de plata   | Individual         |